# Yandex
Yandex ali Jandeks (rusko: Яндекс, latinizirano: Jandeks, IPA: [ˈjandəks]) je rusko multinacionalno tehnološko podjetje, ki razvija in ponuja spletne storitve, vključno z istoimenskim spletnim iskalnikom in zemljevidi, mobilne in namizne aplikacije, z umetno inteligenco podprte storitve ter storitve spletnega oglaševanja. Glavna tržišča so Rusija, Belorusija in Kazahstan, precej razširjen pa je tudi v Turčiji ter državah z večjim deležem rusko govorečega prebivalstva.
Yandex velja za največje tehnološko podjetje v Rusiji. Njegovi glavni konkurenti na ruskem trgu so Alphabet, Microsoft, VK in Rambler. Njihov iskalnik ima največji tržni delež med vsemi iskalniki iz Evrope in Skupnosti neodvisnih držav ter je tretji največji iskalnik na svetu za Googlom in Bingom.
Glavna pisarna podjetja se nahaja v Moskvi. Podjetje ima regionalne pisarne v več ruskih in tujih mestih.

## Zgodovina
Soustanovitelj in poznejši direktor Yandexa Arkadij Volož po študiju uporabne matematike v zgodnjih 90. letih med drugim razvijal iskalne algoritme v podjetju Arkadia. Pametni projekti. Sprva so jih uporabljali za iskanje besedila v Svetem pismu, po klasifikatorju blaga in storitev in podatkovnih bazah patentov. Temu podjetju se je po študiju geofizike pridružil Ilja Segalovič in skupaj sta leta 1993 novo verzijo Arkadijinega iskalnika poimenovala Яndex. Ime je nastalo kot okrajšava za frazo y'et another indexer (v prevodu iz angleščine še en indekser) in besedna igra, saj sta prvi dve črki v angleški okrajšavi ya zamenjani z rusko črko Я (ya/ja).
Istega leta sta ustanovila podjetje CompTek, ki je 23. septembra 1997 predstavilo spletni iskalnik Yandex.ru (leto pred ustanovitvijo poznejšega konkurenta Google). Bil je prvi iskalnik, ki je podpiral cirilico, kar je pripomoglo k njegovi hitri razširitvi po Rusiji.
Kot ločeno podjetje je bil Yandex ustanovljen leta 2000 na Cipru, kasneje pa se je preoblikoval v holdinško družbo, katere matična družba je bila delniška družba Yandex N.V., ki je bila leta 2004 registrirana na Nizozemskem in je do leta 2022 kotirala na Nasdaqu ter Moskovski borzi. Podjetje je v tem času močno razširilo spekter storitev.
Sankcije in geopolitični pritiski povezani z vojno v Ukrajini so vplivali na poslovanje podjetja. Po preoblikovanju holdinga je februarja 2024 Yandex razdelil svoje premoženje med nizozemsko družbo in novoustanovljeno družbo pod rusko juridistrikcijo. Nova matična družba je postal МКАО Jandeks, katere lastnik je ZPIF Konsorcium. Pervij, ki ga obvladujejo Yandexovi menedžerji.
V juliju 2024 je nizozemski Yandex N.V. popolnoma izstopil iz delničarjev skupine, se preimenoval v Nebius Group in sporočil, da bo njen generalni direktor postal Arkadij Volož. Nova matična družba МКАО Jandeks je prevzela večino storitev in sredstev Yandex N.V., razen tujih zagonskih podjetij Nebius, Toloka, Avride in TripleTen ter podatkovnega centra na Finskem. Ruski MAKO Jandeks bo ohranil pravice do vseh tehnologij, Nebius Group pa bo do konca leta 2024 ohranil omejene pravice za uporabo nekaterih tehnologij.

## Storitve
| mednarodno/angleško ime                                  | rusko ime              | Opis |
| -------------------------------------------------------- | ---------------------- | --- |
| Yandex.Search                                            | Яндекс.Поиск           | spletni iskalnik, vključno z iskalnikom slik in video posnetkov                                                                      |
| Yandex.Mail                                              | Яндекс.Почта           | ponudnik e-pošte |
| Yandex.Maps                                              | Яндекс.Карты           | spletni/mobilni zemljevidi |
| Yandex.Panorama                                          | Яндекс.Панорамы        | storitev podobna Street View-ju |
| Yandex.Direct                                            | Яндекс.Директ          | spletno oglaševanje |
| Yandex.Money (Yoomoney) – od leta 2020 v lasti Sberbanke | Яндекс.Деньги (Юмани)  | spletna plačila (podobno PayPalu) |
| Yandex.Translate                                         | Яндекс.Перевод         | prevajalnik |
| Yandex.Browser                                           | Яндекс.Браузер         | spletni brskalnik |
| Yandex.Disk                                              | Яндекс.Диск            | spletni disk |
| Yandex.Launcher                                          | Яндекс.Лoнчер          | zaganjalnik aplikacij za Android |
| Yandex.Store                                             | Яндекс.Store           | aplikacijska trgovina za Android |
| Yandex.Music                                             | Яндекс.Музыка          | pretočna glasba |
| Yandex.Metrica                                           | Яндекс.Метрика         | orodje za analizo spletnih strani |
| Yandex.Slovari *                                         | Яндекс.Словари         | iskalnik po slovarjih, geslovnikih in spletnih enciklopedjah                                                                         |
| Auto.ru *                                                | Авто.ру                | portal za prodajo avtomobilov |
| Yandex.Nedvižimost *                                     | Яндекс.Недвижимость    | portal za prodajo nepremičnin |
| Yandex.Lenta                                             | Яндекс.Лента           | RSS-agregator |
| Yandex.Raspisanija *                                     | Яндекс.Расписания      | isklanik po voznih redih javnega potniškega prometa                                                                                  |
| Yandex.Webmaster                                         | Яндекс.Вебмастер       | orodja za upravljavce spletnih strani                                                                                                |
| Yandex.Uslugi *                                          | Яндекс.Услуги          | iskanje finančnih storitev |
| Yandex.Taxi/Yandex.Go                                    | Яндекс.Такси/Яндекс.Go | spletno zagotavljanje storitev mobilnosti (taksi, najem vozil, izposoja električnih skirojev; od leta 2017 v partnerstvu z Uber-jem) |
| Yandex.Eats                                              | Яндекс.Еда             | dostava prehrane |
| Yandex.Drive                                             | Яндекс.Драйв           | carsharing |
| Alice                                                    | Алиса                  | glasovni pomočnik, na osnovi nevronske mreže YandexGPT                                                                               |

* = nima mednarodne verzije